# Фудин
Фуди́н (кит. упр. 福鼎, пиньинь Fúdǐng) — городской уезд городского округа Ниндэ провинции Фуцзянь (КНР).

## История
Во времена империи Цин в 1739 году из уезда Сяпу был выделен уезд Фудин (福鼎县).
После образования КНР в 1949 году был создан Специальный район Фуань (福安专区), и уезд вошёл в его состав. В 1971 году власти Специального района переехали из уезда Фуань в уезд Ниндэ, а сам специальный район был переименован в Округ Ниндэ (宁德地区).
Постановлением Госсовета КНР от 13 октября 1995 года уезд Фудин был преобразован в городской уезд.
Постановлением Госсовета КНР от 14 ноября 1999 года округ Ниндэ был преобразован в городской округ.

## Административное деление
Городской уезд делится на 3 уличных комитета, 10 посёлков, 1 волость и 2 национальные волости.

## Экономика
Развито сельское хозяйство, в том числе выращивание белого чая «минцянь» (Фудин входит в число десяти ведущих чайных регионов Китая). По состоянию на 2024 год площадь чайных плантаций составляла около 21,2 тыс. га, общий объем производства чая — 41 тыс. тонн, из которых 21 тыс. тонн приходилась на белый чай; общий объем производства чайной промышленности составлял 15,51 млрд юаней. В чайной индустрии Фудина было занято более 100 тыс. рабочих.